# Legacy of Brutality
Legacy of Brutality ist ein Kompilationsalbum der amerikanischen Horrorpunkband The Misfits und die erste Veröffentlichung der Gruppe auf dem Plattenlabel Caroline Records.

## Entstehung
Alle Songs entstammen Sessions für das geplante Debütalbum Static Age, das allerdings erst 1997 erschien. Die Titel 1–8 wurden von Danzig mit neuen Gitarren- und Bassspuren versehen und remastert, um der Zahlung von Tantiemen an ehemalige Gruppenmitglieder zu entgehen.
Das gesamte Album wurde auf der zweiten CD des Misfits Box Sets wiederveröffentlicht.

## Titelliste
1. Static Age – 1:47
2. TV Casualty – 2:34
3. Hybrid Moments – 1:39
4. Spinal Remains – 1:24
5. Come Back – 5:00
6. Some Kinda Hate – 2:08
7. Theme for a Jackal – 2:37
8. Angelfuck – 1:34
9. Who Killed Marilyn? – 1:56
10. Where Eagles Dare – 1:58
11. She – 1:22
12. Halloween – 1:46
13. American Nightmare – 1:42